# Adoxotoma sexmaculata
Adoxotoma sexmaculata är en spindelart som beskrevs av Gardzinska, Zabka 2010. Adoxotoma sexmaculata ingår i släktet Adoxotoma och familjen hoppspindlar. Inga underarter finns listade i Catalogue of Life.